# Теутберга
Теутберга (на френски: Teutberge; на немски: Theutberga; † пр. 25 ноември 875) е от франките, съпруга на Лотар II крал на Лотарингия.
Тя е дъщеря на Бозон Стари († 855), граф на Арл, граф в Италия от род Бозониди и на Ирментруда. Сестра е на Рихилда от Арл, омъжена за Бувин (граф на Метц, игумен на Горзе), и на Хугберт († 864), херцог на Горна Бургундия.
Теутберга е леля на Бозон Виенски (крал на Долна Бургундия и Прованс) и на Рихилда Прованска, която се омъжва за Карл II Плешиви (римски император).
Теутберга се омъжва през ноември 855 г. за Лотар II, краля на Лотарингия от Каролингите († 8 август 869 в Пиаченца). Двамата нямат деца. От 857 г. до смъртта си 869 г. Лотар се бори безуспешно за развод, за да се ожени за своята конкубина Валдрада. През 865 г. Лотар е задължен отново да приеме Теутберга. През 867 г. се отказва и молбата на Теутберга за развод. След смъртта на Лотар тя отива в манастира Sainte-Glossinde в Метц и умира като игуменка на манастира.